# Décès en 1333
Décès
- 1329
- 1330
- 1331
- 1332
- 1333
- 1334
- 1335
- 1336
- 1337

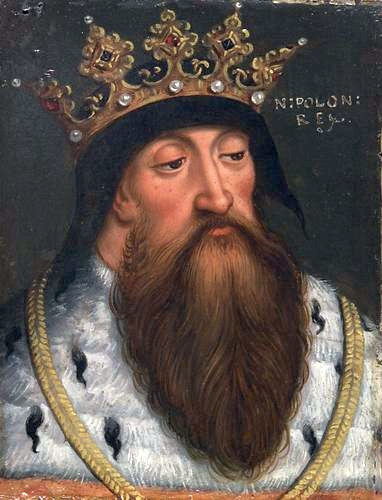
Ladislas Ier le Bref, mort en 1333.

Cette page dresse une liste de personnalités mortes au cours de l'année 1333 :
- 22 janvier : Guy IX de Laval, seigneur de Laval et d'Acquigny, vicomte de Rennes, comte de Caserte dans la Terre de Labour et baron de Vitré.
- 7 février : Marguerite de Fiennes, baronne Mortimer.
- 2 mars : Ladislas Ier le Bref, roi de Pologne.
- 11 mars : Hugues II de Thouars, seigneur de Pouzauges, de Tiffauges et de Mauléon.
- 18 mars : Pierre de Castelnau-Bretenoux, évêque de Rodez.
- 27 avril : Kikuchi Taketoki, samouraï, 12e chef du clan Kikuchi.
- 9 mai : Hōjō Nakatoki, seizième et dernier Kitakata Rokuhara Tandai (chef de la sécurité intérieure de Kyoto).
- 12 mai : Imelda Lambertini, jeune fille italienne, morte à 11 ans, lors d'une extase pendant sa Première communion.
- 23 mai : Hōjō Takatoki, dernier tokusō et shikken de facto du shogunat de Kamakura, les précédents dont l'avant-dernier, Hōjō Morotoki, étant ses marionnettes.
- 6 juin : Guillaume de Bourg, surnommé Donn en gaélique (Brun en français) d’où son surnom de Comte Brun, seigneur de Connaught et 3e comte d'Ulster.
- 18 juin: Henri XV de Bavière, dit de Natternberg (der Natternberger), est un duc de Basse-Bavière de la Maison de Wittelsbach.
- 22 juin : Frédéric II de Bade, co-margrave de Bade à Eberstein.
- 30 juin: Hōjō Moritoki, seizième et dernier shikken (régent) du shogunat de Kamakura : il  gouverne le Japon.
- 4 juillet :
  - Hōjō Mototoki, treizième shikken (régent) du shogunat de Kamakura, il dirige le Japon.
  - Hōjō Norisada, membre du clan Hōjō, quinzième kitakata rokuhara Tandai (chef de la sécurité intérieure de Kyoto).
  - Hōjō Sadaaki, membre du clan Hōjō, est le huitième rokuhara Tandai minamikata (chef de second rang de la sécurité intérieure de Kyoto).
  - Hōjō Sadayuki, membre du clan Hōjō est le douzième minamikata rokuhara Tandai (chef de la sécurité intérieure de Kyoto).
  - Hōjō Shigetoki, quatorzième et dernier rensho (assistant du shikken).
- 6 juillet : Wolfram von Grumbach, prince-évêque de Wurtzbourg.
- 19 juillet: 
  - Archibald Douglas, seigneur de Liddesdale, gardien de l'Écosse.
  - Alexandre Bruce, noble écossais, comte de carrick.
  - John Campbell, comte d'Atholl.
  - Hugues, 4e comte de Ross.
  - Kenneth, 4e comte de Sutherland.
- 28 juillet : Guigues VIII de la Tour du Pin, dauphin de Viennois.
- 25 août: Mohammed IV de Grenade, sixième émir nasride de Grenade.
- 12 octobre : Simon Mepeham, archevêque de Cantorbéry.
- 16 octobre: Nicolas V, antipape.
- 19 novembre : Saionji no Kishi, impératrice consort du Japon.
- 29 décembre : Sibert de Beka, carme d'origine hollandaise, actif en Allemagne, théologien scolastique et auteur de textes fondamentaux pour la spiritualité de son Ordre.

- Aymard Amiel, chanoine d’Albi puis évêque de Marseille.
- Amaury III de Craon, seigneur de Craon, de la Bastide de Créon et de Mareuil, seigneur de Sablé et de Jarnac, sénéchal d'Aquitaine ainsi que sénéchal d'Anjou.
- Berthaud de La Chapelle de Villiers, évêque de Chalon-sur-Saône.
- Malcolm II de Lennox, 5e comte de Lennox.
- Manuel II de Trébizonde, empereur de Trébizonde durant 8 mois.
- Marguerite de Vaudémont, noble française.
- Francesc de Vinatea, gentilhomme du royaume de Valence, connu pour avoir incarné la résistance du royaume à la politique féodale menée par Alphonse IV d'Aragon : il devient un symbole de l'identité valencienne.
- Frédéric VIII de Zollern, comte de Zollern.
- Bonifazio Donoratico, cardinal-évêque de Frascati.
- Prince Morikuni, neuvième shogun de Kamakura.
- Wang Zhen, officier de la Dynastie Yuan, (Mongole) de Chine.

## Crédit d'auteurs
- Cet article est partiellement ou en totalité issu de l'article intitulé « 1333 » (voir la liste des auteurs).